# José Miguel González Marcén
José Miguel González Marcén   (Madrid, 1952 - Barcelona, 12 de novembre de 2024) més conegut pel seu pseudònim Onliyú, va ser un guionista de còmics, traductor i crític literari.

## Biografia

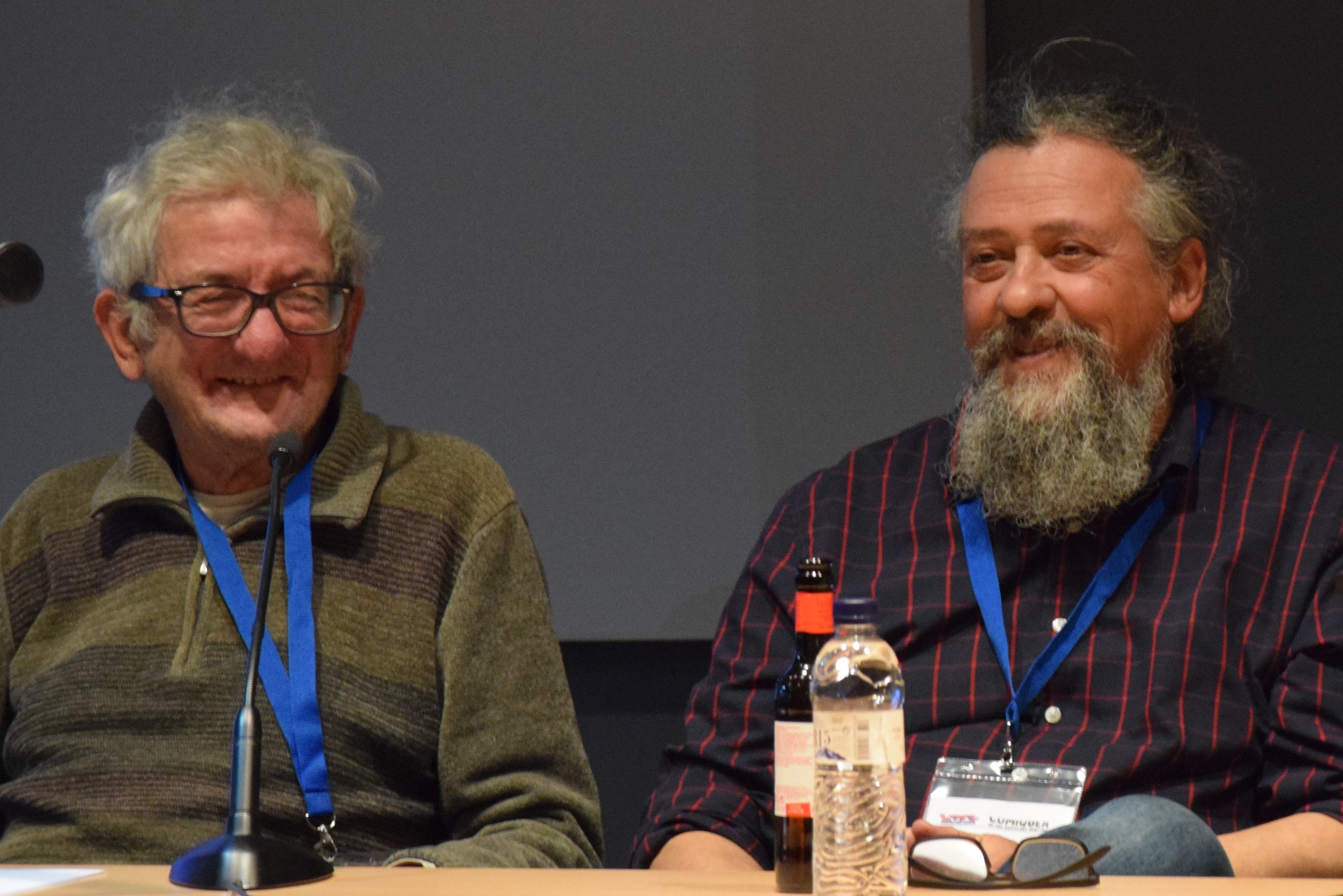
Onliyú amb Max al Saló del Còmic de Barcelona (2019).

De ben jove es va mudar a Barcelona i el 1975 es llicencià en filologia hispànica a la Universitat Autònoma de Barcelona. Seguidament, va entrar en contacte amb els autors de l'anomenada «moguda barcelonina», juntament amb Nazario, Mariscal, Montesol, Ceesepe o Max, entre d'altres, acabant esdevenint un dels membres més destacats d'aquest grup.
El 1979 va dirigir la revista Globo per incorporar-se seguidament a l'equip de la revista de còmic underground El Víbora, la qual naixia a finals d'aquell mateix any. Durant gran part de la dècada dels anys 1980 en fou redactor en cap i va escriure els guions de moltes de les sèries que hi foren publicades. Va col·laborar, així, amb dibuixants com Martí (La edad contemporánea), Laura Pérez Vernetti (Las vidas imaginarias), Pepe Boada (Los felices 90), Juan Moreno (Venganza), etc.
El 2005 va publicar amb l'editorial Glénat les memòries de la seva vida durant la seva època underground a la Barcelona els anys 1980.

## Obra (selecció)

### Sèries
- 1980 - La Edad Contemporánea (El Víbora). Dibuixos: Martí, Carulla.
- 1989 - Cuentos del vampiro (El Víbora). Dibuixos: Carratalá
- 1990 - Los felices 90 (El Víbora). Dibuixos: José Pérez Boada
- 1991 - Refrenillos (Makoki). Dibuixos: Garcés

### Monografies
- 1976 - Nasti de plasti (Mandrágora)
- 1991 - Venganza (La Cúpula, Colección X nr. 46). Dibuixos: Moreno
- 1999 - Las habitaciones desmanteladas (Edicions de Ponent). Juntambent amb Felipe Hernández Cava, Laura, G.M, Lo Duca. Dibuixos: Laura Pérez Vernetti.
- 2015 - Boada, José Pérez. Los felices 90's (en castellà).  La Cúpula, 2015, p. 132. ISBN 978-8416400027.
- 2019 - Pérez Vernetti, Laura. Las vidas imaginarias de Schwob (en castellà).  Luces de Gálibo, 2019, p. 80. ISBN 978-8415117599.

### Llibres
- 1979 - Me parece que nos atacan
- 1981 - Así hicimos penultimatum
- 1992 - Taxi!
- 2005 - Memorias del underground barcelonés (Onliyú). Glénat Editions, 2005.